# Ralf Schulenberg
Ralf Schulenberg (Erfurt, 15 augustus 1949) is een voormalig voetballer uit Oost-Duitsland, die speelde als aanvaller.

## Clubcarrière
Schulenberg kwam het grootste deel van zijn loopbaan uit voor BFC Dynamo Berlin. In 19084 beëindigde hij zijn actieve carrière.

## Interlandcarrière
Schulenberg kwam in totaal drie keer (nul doelpunten) uit voor de nationale ploeg van Oost-Duitsland. Onder leiding van bondscoach Georg Buschner maakte hij zijn debuut op 27 mei 1972 in de vriendschappelijke wedstrijd tegen Uruguay (1-0) in Leipzig, net als Wolfgang Seguin (1. FC Magdeburg). Schulenberg maakte deel uit van de Oost-Duitse selectie die de bronzen medaille won bij de Olympische Spelen in 1972 (München).